# Acer columbianum
Acer columbianum é uma espécie de árvore do gênero Acer, pertencente à família Aceraceae.